# Кавалието
Кавалиѐто (на италиански: Cavaglietto, на местен диалект: Cavajet, Кавайет) е село и община в Северна Италия, провинция Новара, регион Пиемонт. Разположено е на 233 m надморска височина. Населението на общината е 415 души (към 2010 г.).